# Stadium MK
Stadium mk  este stadionul echipei de fotbal Milton Keynes Dons FC, situat în zona Denbigh din Milton Keynes, Anglia.
Construit în 2007, configurația inițială a stadionului dispune doar de nivelul inferior pentru o capacitate de 22.000 de persoane, dar folosind nivelul superior (pe care momentan nu s-a montat niciun scaun) există posibilitatea creșterii capacității până la 32.000 de locuri. De asemenea, dacă va fi vreodată nevoie, există opțiunea creșterii capacității până la 45.000 de persoane prin introducerea altui nivel deasupra celor două existente.

## Galerie

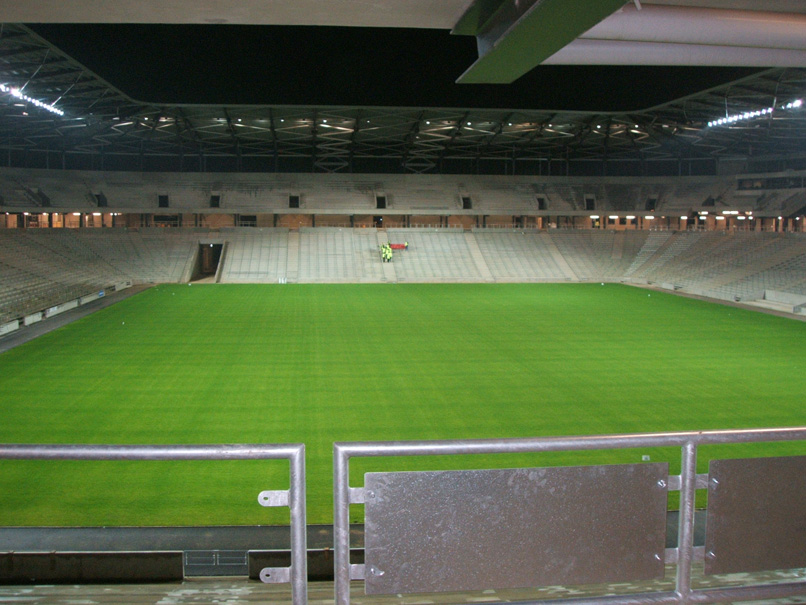
The view of the pitch towards the South Stand
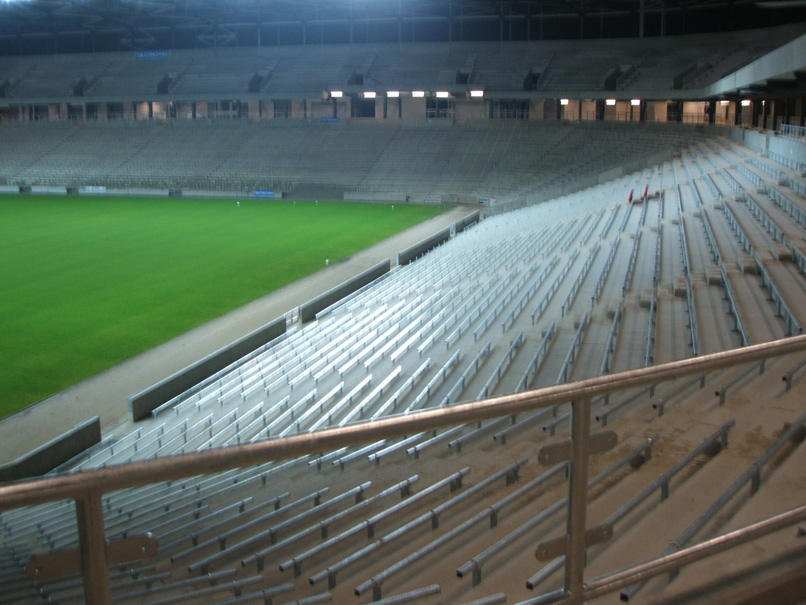
The south stand as of 22 February 2007
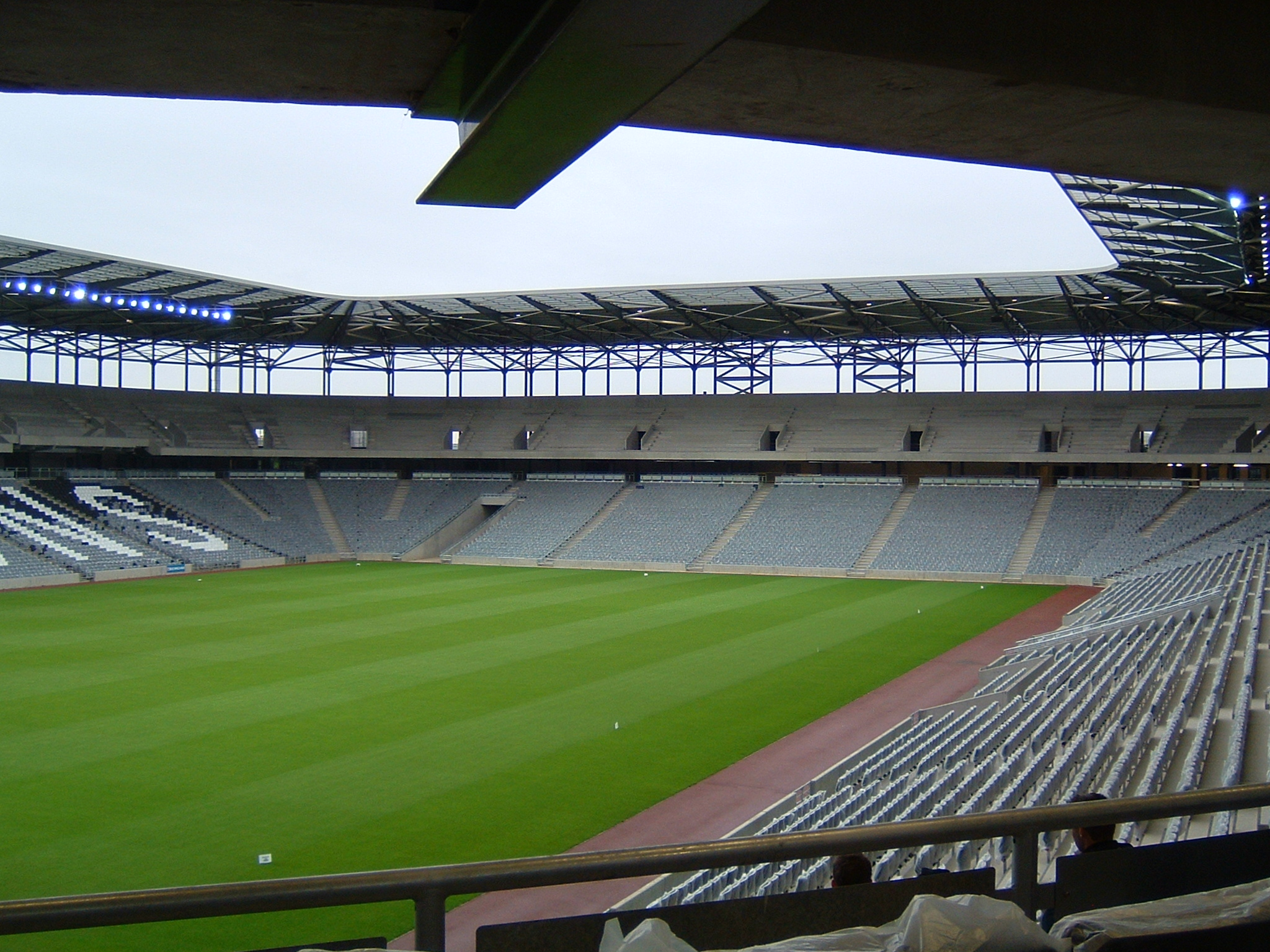
The South (Cowshed) stand of Denbigh Stadium as of 16 May 2007